# Discosorida
Discosorida — вимерлий ряд головоногих молюсків підкласу наутилоїдей (Nautiloidea), що існував з ордовицького періоду до пізнього девону.

## Опис
За загальною формою Discosorida нагадували Oncocerida, які жила приблизно в той же час, але були зовсім іншого походження. Дві конвергентні групи відрізняються своїми внутрішніми деталями. Раковина була короткою та вигнута назад (циртоконний бревікон), стиснута з боків. Деякі прогресивні форми мали раковини гіроконічні раковини (закручені у спіраль, але витки не стикалися один з одним). Дискосориди є унікальними за структурою та формуванням сифункула — трубки, яка проходить і з'єднує камери у головоногих молюсків, яка, на відміну від представників інших груп, розташована поздовжньо вздовж сегментів, а не збоку. Структура сифункула вказує на те, що Discosorida еволюціонували безпосередньо з Plectronoceratida, а не через більш розвинену Ellesmerocerida, як і інші ряди. Такожо дискосориди розвинули підсилювальну структуру, подібну до втулки, у септальному отворі сифункула, яка утворена потовщенням з'єднувального кільця і розміщується навколо складеної назад шийки перегородки.

## Спосіб життя
Дискосориди, ймовірно, були бентосними формами, які повзали по дну в пошуках їжі чи безпеки або зависали близько до дна. Загальна орієнтація під час життя, швидше за все, була головою вниз, з отвором черепашки, зверненою до загального напрямку морського дна, і раковина, що переносилася вгору. Так як м'які частини тіла не збереглися, нічого не відомо про те, як могла виглядати сама тварина: скільки у них було щупалець і відносна довжина або наскільки добре вони могли бачити.

## Родини
- Reudemannoceratidae
- Cyrtogomphoceratidae
- Westonoceratidae
- Phragmoceratidae
- Lowoceratidae
- Discosoridae
- Mandaloceratidae